# 原色超人PAINT MAN
『原色超人PAINT MAN』（げんしょくちょうじんペイントマン）は、おおた文彦による日本の漫画作品。『週刊少年ジャンプ』の第79回ホップ☆ステップ賞における佳作の受賞と掲載、別冊での読み切り掲載の後に設定を整理し、本誌1993年14号から25号まで連載された。単行本はジャンプコミックス全2巻。
本誌での連載は敵幹部の一番手を倒した時点で終了したが、最終巻ではその後の戦いを描いた描き下ろし特別編（第12話）と前述の読み切り2作品が収録されている。

## あらすじ
新米の小学校教師である一色彩人は、地球に逃亡してきた異星人の王子クィンに星宝「超人原色」という絵の具を託される。超人原色を顔に塗ることでペイントマンに変身することができ、様々な事件を解決したり侵略者たちと戦うことになる。

## 登場キャラクター
一色彩人（いっしきあやと）
24歳の新米教師。なにかと頼りない男だが正義感が強く、生徒たちを思う心は人一倍であり、ペイントマンに変身し屈強の身となることができる。色の使い分け、または混ぜることによって別々の能力を引き出すことができる。子供の頃はいじめられっ子だったが、恩師の谷咲に励まされ強い人になろうと誓った。侵略者たちからは「テイル・タースト」と呼ばれている。第12話では最終決戦までの戦いの中で教え子に犠牲者を出してしまったこと、それをきっかけにペイントマンとして成長したことがクィンの回想という形で語られた。
クィン・ダ・ウォーレII世
ドゥ・トゥーン・ボーリ星の王子。年齢不詳。侵略者ケェアニ・ド・ルァーク一味に故郷の星を滅ぼされた。関西弁を話す。
小野寺恵二
一色の教え子。悪ガキ。
上村久典
一色の教え子。小野寺と仲が悪い。
栗松
一色の教え子。弱気な少年で小野寺にいいように使われている。
篠田青空
一色の教え子。小野寺とは幼なじみの少女で男勝りな性格。
大島豊
一色の教え子。身体が大きく力が強い。
谷咲先生
一色の恩師。
井崎先生
一色の同僚。
アディ・グル・スー
ケェアニ・ド・ルァークの一味。身体がオイルでできている。仮面の下が本体。
ビィグ・ルーンズ
ケェアニ・ド・ルァークの一味。
クリルス・キュード
ケェアニ・ド・ルァークの一味。
デグ・ンドーギ
ケェアニ・ド・ルァークの一味。
エクセクトス・リピーム
ケェアニ・ド・ルァークの一味。参謀。イーグを愛していたが、絶対服従さえもプログラムされたものであった。
ジャ・ロートァ・イーグ
悪魔の科学者。超人原色の発明者。ケェアニ・ド・ルァークを駒として利用していた。

## ペイントマンの能力
- 筋肉超増強の青（バーシャシュンズ・シアン）
- 高速飛行の赤（ブレシュディーン・マゼンタ）
- 五感超進化の黄（エスペディフォーズ・イエロー）
- 武装変形の緑（ベクタクカターズ・グリーン）
- 気術操作の紫（ハウルスターク・パープル）
- 超硬防御皮膜の橙（フェングストール・オレンジ）

## その他
作者のおおたは森田まさのりのアシスタント出身であり、本作の連載当時、森田も同じく連載中だった『ろくでなしBLUES』の作中に壁の落書きという形でペイントマンの名前を登場させている。また、2巻に収録されている読み切り版では森田に描かれた前田太尊が吹き出し内で登場している。